# A-Rosa Luna
A-Rosa Luna  — речное круизное четырёхпалубное, каютное, четырёх-с-половиной-звёздочное судно, построенное на верфи Neptun Werft в  Росток-Варнемюнде (Германия) в 2005 году и эксплуатируемое компанией A-ROSA Flussschiff GmbH Росток. С момента своего официального ввода в эксплуатацию судно эксплуатировалось на реках Рона и Сона. Судном-близнецом является однотипная A-Rosa Stella.

## История судна
Судно под строительным номером S.511 было заказано 22 января 2004 года  на верфи Neptun Werft в Росток-Варнемюнде для эксплуатации на реках Рона и Сона и под именем A-Rosa Luna было передано пароходству 6 апреля 2005 года. 7 апреля 2005 года состоялась церемония крещения. Крёстной матерью стала Амрай Дебатин (Amrei Debatin).  Свой родной порт в Ростоке судно больше не навещало.

## На борту
К услугам пассажиров 86 двухместных кают площадью 14,5 м². Каюты оснащены кондиционером, душем и жидко-кристаллическим телевизором. Ресторан, кафе, винный бар, спортивный зал, две сауны.
- A-Rosa Luna в Лионе
- A-Rosa Luna в пути